# Соколов, Николай Михайлович
Николай Михайлович Соколов (1904—1943 (?)) — стрелок 4-й роты 896-го стрелкового полка 211-й стрелковой дивизии, 13-й армии, Центрального фронта, красноармеец. Герой Советского Союза.

## Биография
Родился в 1904 в деревне Чернава ныне Краснохолмского района Тверской области в семье крестьянина. Русский. Образование начальное. Работал председателем сельсовета, затем председателем колхоза.
В июне 1941 года призван в Красную Армию. На фронте с мая 1942 года.
Рядовой Соколов отличился в боях на Курской дуге летом 1943 года. В наградном листе на представление звания Героя Советского Союза отмечалось: «30 июля 1943 года в наступательном бою за деревню Чернодье Троснянского района Курской области под огнём противника первым ворвался в траншею и в рукопашной схватке уничтожил 8 вражеских солдат и офицеров. 4 августа 1943 года в наступательном бою за деревню Гостомль Кромского района Орловской области добровольно пошел в разведку, ворвался в немецкие окопы, уничтожил 12 солдат и офицеров, 8 гитлеровцев взял в плен и освободил двух наших танкистов, взятых в плен фашистами из числа экипажа подожженного танка».
Указом Президиума Верховного Совета СССР от 16 октября 1943 года за образцовое выполнение заданий командования и проявленные мужество и героизм в боях с немецко-фашистскими захватчиками рядовому Николаю Михайловичу Соколову присвоено звание Героя Советского Союза.
Заслуженную награду герой получить не успел. В ноябре 1943 года рядовой Н. М. Соколов пропал без вести.
Награждён орденом Ленина.